# اریش باوتس
اریش باوتس (انگلیسی: Erich Bautz; ۲۶ مهٔ ۱۹۱۳ – ۱۷ نوامبر ۱۹۸۶) دوچرخه‌سوار اهل آلمان بود.